# Paraleuctra occidentalis
Paraleuctra occidentalis is een steenvlieg uit de familie naaldsteenvliegen (Leuctridae). De wetenschappelijke naam van de soort is voor het eerst geldig gepubliceerd in 1907 door Banks.